# MFC 08 Lindenhof
MFC 08 Lindenhof is een Duitse voetbalclub uit Lindenhof, een stadsdeel van Mannheim, Baden-Württemberg. De club is naast voetbal ook actief in tennis. 

## Geschiedenis
Op 21 maart 1908 werd Fußballclub 1908 Lindenhof opgericht. Een jaar later sloot de club zich bij de Zuid-Duitse voetbalbond aan. De regionale concurrentie was erg zwaar waardoor de club het moeilijk had om naar de hogere reeksen te klimmen. 
In 1921/22 werd de Rijncompetitie opgericht, die eerst uit vier reeksen bestond waardoor de club naar de hoogste afdeling promoveerde. Lindenhof werd zelfs groepswinnaar voor SV Waldhof 1877 en SV Darmstadt 98. In de halve finale om de titel verloor de club van VfR Mannheim. De competitie werd na één seizoen gehalveerd waardoor de concurrentie veel sterker was, ook de twee overgebleven reeksen werden na één seizoen samen gevoegd en Lindenhof eindigde slechts zesde op acht clubs waardoor ze degradeerden. In 1927 promoveerde de club terug naar de hoogste klasse en eindigde altijd in de lagere middenmoot, meestal net boven de degradatiezone tot 1932/33, toen de club moest degraderen nadat de Gauliga Baden werd ingevoerd als nieuwe hoogste klasse. Na één seizoen kon de club naar de Gauliga promoveren en eindigde daar laatste. Hierna slaagde de club er niet meer in terug te keren. 
Na de Tweede Wereldoorlog kon de club in 1950 nog promoveren naar de 2. Amateurliga (vierde klasse), daarna zakte de club weg in de anonimiteit. Van 1999 tot 2002 speelde de club nog in de Landesliga, maar zakte intussen opnieuw weg naar de laagste reeksen.  